# Derek Rocco Barnabei
Derek Rocco Barnabei (Norfolk, 3 marzo 1967 – Jarratt, 14 settembre 2000) è stato un cittadino statunitense di origini italiane, condannato alla pena di morte per omicidio. Il caso Barnabei suscitò molte polemiche, sia negli Stati Uniti sia in Europa, a causa della sua dubbia colpevolezza.

## Il caso
Nel settembre del 1993, nei pressi di Norfolk (Virginia), sua città natale, nel fiume Lafayette fu trovato il cadavere della studentessa diciassettenne Sarah Wisnosky, che aveva una relazione con Barnabei. Dal cadavere della ragazza mancava l'orologio e l'autopsia evidenziò tracce di sperma appartenente a Barnabei; furono trovate anche altre tracce biologiche che, secondo i sostenitori dell'innocenza di Barnabei, non furono indagate. Si indagò sulla vita privata della vittima ed emerse che la sera prima aveva trascorso alcune ore con il suo ragazzo.
Barnabei non si trovava più a Norfolk, poiché nelle ore del ritrovamento era partito per raggiungere la madre nel New Jersey. Nella casa della madre Barnabei ricevette una telefonata dai compagni del dormitorio, che gli dissero di non tornare, perché la polizia lo stava ricercando per l'omicidio; in seguito si scoprì che la chiamata era stata fatta prima che la polizia andasse a cercarlo. Barnabei ammise di aver avuto rapporti sessuali con la fidanzata e fu arrestato per violenza sessuale e omicidio.
Quando Barnabei fu condannato a morte, il caso cominciò a crescere di notorietà. Barnabei, che si professava innocente, richiese con insistenza un esame del DNA che fu effettuato, ma i cui risultati svanirono misteriosamente per ricomparire molto tempo dopo. Si presentarono testimoni che affermarono di essere stati spinti a rilasciare deposizioni sfavorevoli a Barnabei. Il penalista Alan Dershowitz si offrì volontariamente per la difesa definendo quanto avvenuto “uno dei più grossi errori giudiziari mai visti”.
Emerse che gli esami del DNA, che secondo la difesa avrebbero potuto scagionare Bernabei, non erano più utilizzabili in sede processuale a causa delle tortuosità del sistema giudiziario della Virginia nell'ambito della procedura penale. La mobilitazione crebbe, in Italia e non solo: intervennero a favore di Barnabei politici, il parlamento europeo e anche papa Giovanni Paolo II. Ciò non fu sufficiente e lo Stato della Virginia, dopo una serie di polemiche ed appelli, eseguì la condanna a morte, il 14 settembre 2000, tramite iniezione letale. Barnabei è sepolto a Broomall, vicino a Filadelfia, in Pennsylvania.
Il caso venne seguito dal giornalista Giancarlo Santalmassi, allora conduttore di Radio24.
Il libro Un giorno lo dirò al mondo, scritto dal giornalista Alessandro Milan, è ispirato alla vicenda di Barnabei.
Lo stesso giornalista è l’ideatore nonché scrittore del podcast "Io sono libero - storia di un condannato a morte" che contiene, tra l’altro, l’intervista originale al giovane italo-americano.